# Carretera Estatal de Idaho 52
La Carretera Estatal de Idaho 52, y abreviada SH 52 (en inglés: Idaho State Highway 52) es una carretera estatal estadounidense ubicada en el estado de Idaho. La carretera inicia en el oeste desde la OR 52     en Snake River hacia el este en la SH 55     en Horseshoe Bend. La carretera tiene una longitud de 87,1 km (54.126 mi).

## Mantenimiento
Al igual que las autopistas interestatales, y las rutas federales y el resto de carreteras estatales, la Carretera Estatal de Idaho 52 es administrada y mantenida por el Departamento de Transporte de Idaho por sus siglas en inglés ITD.

## Cruces
La Carretera Estatal de Idaho 52 es atravesada principalmente por la  US 95     en Payette.